# Theaterstückverlag
Der Theaterstückverlag ist ein deutscher Theaterverlag.

## Verlag
Der Theaterstückverlag wurde 1993 von Brigitte Korn-Wimmer in München gegründet. Sie leitete ihn bei Ende 2022. Die Idee zur Gründung des Verlags kam von Franz Huber, dem ehemaligen Chefdramaturgen am Landestheater Linz. Ein Schwerpunkt des Verlags ist das Kinder- und Jugendtheater. Der Verlag vertritt ca. 350 Dramatiker mit gut 600 Werken. Viele der aufgeführten Werke wurden für den Deutschen Kindertheaterpreis oder den Deutschen Jugendtheaterpreis nominiert. Den Preis im Bereich Kindertheater gewann 2020 Theo Fransz als einer der Autoren des Verlags mit dem Stück Liebe Grüße oder Wohin das Leben fällt.

## Fusion
Anfang 2023 schlossen sich der Drei Masken Verlag und der Theaterstückverlag zu einem Verlag zusammen und der Theaterstückverlag wird als Marke weitergeführt.